# Макгэри, Митч
Митчел Нил Уилльям Макгэри (англ. Mitchell Neil William "Mitch" McGary, род. 6 июня 1992 года) — американский профессиональный баскетболист, в последнее время выступавший за клуб Национальной баскетбольной ассоциации «Оклахома-Сити Тандер». До прихода в НБА выступал за баскетбольную команду Мичиганского университета «Мичиган Вулверинс». На драфте 2014 года был выбран в первом раунде под общим 21 номером.
Макгэри зарекомендовал себя ещё в школьные годы и в 2012 году перед поступлением в университет считался вторым лучшим выпускником школы 2012 года в США по версии ESPN.com и Scout.com и третьим лучшим по версии Rivals.com. Однако после поступления в университет его рейтинги резко упали, так как проявились его слаборазвитые навыки в нападении.
В Мичигане Макгэри зарекомендовал себя как хороший шестой номер, а в сезоне 2012/13 годов стал лучшим игроком по подборам и блок-шотам. По ходу этого сезона он дважды признавался новичком года конференции Big Ten. Во время чемпионата NCAA 2013 года Макгэри стал членом стартового состава и был включён в сборную всех звёзд Южного региона и всего турнира, а его команда дошла до финала чемпионата NCAA.
В 2017 году Макгэри вернулся к выступлениям в боулинге, в который он играл в детстве, а его мать соревновалась на протяжении 30 лет. Однако он надеется вернуться в большой баскетбол.

## Статистика в НБА
| Сезон                                                                                    | Команда       | Регулярный сезон | Регулярный сезон | Регулярный сезон | Регулярный сезон | Регулярный сезон | Регулярный сезон | Регулярный сезон | Регулярный сезон | Регулярный сезон | Регулярный сезон | Регулярный сезон | Серия плей-офф | Серия плей-офф | Серия плей-офф | Серия плей-офф | Серия плей-офф | Серия плей-офф | Серия плей-офф | Серия плей-офф | Серия плей-офф | Серия плей-офф | Серия плей-офф |
| Сезон                                                                                    | Команда       | GP               | GS               | MPG              | FG%              | 3P%              | FT%              | RPG              | APG              | SPG              | BPG              | PPG              | GP             | GS             | MPG            | FG%            | 3P%            | FT%            | RPG            | APG            | SPG            | BPG            | PPG            |
| ---------------------------------------------------------------------------------------- | ------------- | ---------------- | ---------------- | ---------------- | ---------------- | ---------------- | ---------------- | ---------------- | ---------------- | ---------------- | ---------------- | ---------------- | -------------- | -------------- | -------------- | -------------- | -------------- | -------------- | -------------- | -------------- | -------------- | -------------- | -------------- |
| 2014/15                                                                                  | Оклахома-Сити | 32               | 2                | 15,2             | 53,3             | 0,0              | 62,5             | 5,2              | 0,4              | 0,5              | 0,5              | 6,3              | Не участвовал  | Не участвовал  | Не участвовал  | Не участвовал  | Не участвовал  | Не участвовал  | Не участвовал  | Не участвовал  | Не участвовал  | Не участвовал  | Не участвовал  |
| 2015/16                                                                                  | Оклахома-Сити | 20               | 0                | 3,6              | 47,8             | 0,0              | 40,0             | 0,9              | 0,2              | 0,1              | 0,1              | 1,3              | Не участвовал  | Не участвовал  | Не участвовал  | Не участвовал  | Не участвовал  | Не участвовал  | Не участвовал  | Не участвовал  | Не участвовал  | Не участвовал  | Не участвовал  |
|                                                                                          | Всего         | 52               | 2                | 10,7             | 52,7             | 0,0              | 58,0             | 3,5              | 0,3              | 0,3              | 0,3              | 4,4              | Не участвовал  | Не участвовал  | Не участвовал  | Не участвовал  | Не участвовал  | Не участвовал  | Не участвовал  | Не участвовал  | Не участвовал  | Не участвовал  | Не участвовал  |
| Наведите курсор мыши на аббревиатуры в заголовке таблицы, чтобы прочесть их расшифровку. |               |                  |                  |                  |                  |                  |                  |                  |                  |                  |                  |                  |                |                |                |                |                |                |                |                |                |                |                |